# Grand Prix de Villers-Cotterêts 2005
Il Grand Prix de Villers-Cotterêts 2005, ottava edizione della corsa e valida come evento dell'UCI Europe Tour 2005 categoria 1.1, si svolse il 16 aprile 2005 su un percorso totale di circa 193 km. Fu vinto dall'australiano Bradley McGee che terminò la gara in 4h18'10", alla media di 44,855 km/h.
Partenza con 126 ciclisti, dei quali 65 portarono a termine il percorso.

## Ordine d'arrivo (Top 10)
| Pos. | Corridore         | Squadra         | Tempo    |
| ---- | ----------------- | --------------- | -------- |
| 1    | Bradley McGee     | F. des Jeux     | 4h18'10" |
| 2    | Samuel Plouhinec  | Bretagne        | a 3"     |
| 3    | John Gadret       | Jartazi         | a 6"     |
| 4    | Thomas Voeckler   | Bouygues Tél.   | a 39"    |
| 5    | Sébastien Hinault | Crédit Agricole | s.t.     |
| 6    | Steve Cummings    | Landbouwkrediet | s.t.     |
| 7    | Kurt Hovelijnck   | Ch. Jacques     | s.t.     |
| 8    | David Boucher     | Mr Bookmaker    | s.t.     |
| 9    | Maurizio Carta    | Miche           | s.t.     |
| 10   | Davide Silvestri  | Nippo           | s.t.     |